# El viaje del escritor
El viaje del escritor. Las estructuras míticas para escritores, guionistas, dramaturgos y novelistas (en inglés The Writer's Journey: Mythic Structure for Writers) es un popular manual de escritura de guiones del escritor estadounidense Christopher Vogler, que se centra en la teoría de que la mayoría de las historias pueden reducirse a una serie de estructuras narrativas y arquetipos de personajes, descritos a través de la alegoría mitológica.
Vogler basó este trabajo en los escritos del mitólogo Joseph Campbell, particularmente en El héroe de las mil caras, y sostiene que todas las películas exitosas se adhieren de forma innata a sus principios.
El libro fue muy bien recibido después de su lanzamiento y a menudo aparece en las listas de lecturas recomendadas para estudiantes de guionista.

## Historia
El libro proviene de un memorando de estudio de siete páginas, A Practical Guide to "The Hero with a Thousand Faces" (Una guía práctica para "El héroe de las mil caras"), basado en el trabajo de Campbell, que Vogler escribió mientras trabajaba para Disney.
En 1992 se publicó una edición inicial, The Writer's Journey: Mythic Structure for Storytellers and Screenwriters (El viaje del escritor. Estructura mítica para narradores y guionistas). Vogler revisó el libro para un segundo lanzamiento en 1998 y cambió el título a The Writer's Journey: Mythic Structure for Writers (El viaje del escritor. Estructura mítica para escritores). La tercera edición, publicada en 2007, incluyó una nueva introducción, nuevas ilustraciones y análisis de películas populares recientes.
En julio de 2020 se publicó la edición del 25º aniversario que, según la contraportada de la nueva edición, incluyó nuevas secciones y temas.

## Título
El título del libro se inspiró en varias fuentes. La primera fue el propio texto de Campbell, El héroe de las mil caras.
Más tarde, en la década de 1980, dos documentales introducirían la frase "El viaje del héroe" en el discurso popular:
1. El primero, lanzado en 1987, The Hero's Journey: A Biographical Portrait (El viaje del héroe. Un retrato biográfico), fue acompañado por un libro complementario de 1990, The Hero's Journey: Joseph Campbell on His Life and Work (El viaje del héroe. Joseph Campbell en su vida y obra).
2. El segundo fue la serie de entrevistas seminales de Bill Moyers con Campbell, lanzada en 1988 como el documental (y libro complementario) The Power of Myth (El poder del mito).

## Sumario del contenido

### Los arquetipos
La primera parte del libro describe detalladamente ocho arquetipos de personajes principales. Estos son:
1. Héroe: alguien que está dispuesto a sacrificar sus propias necesidades en nombre de los demás.
2. Mentor: todos los personajes que enseñan y protegen a los héroes y les dan regalos.
3. Guardián del umbral: un rostro amenazante para el héroe, pero si se entiende, se pueden superar.
4. Heraldo: una fuerza que trae un nuevo desafío al héroe.
5. Cambia formas: personajes que cambian constantemente desde el punto de vista del héroe.
6. Sombra: personaje que representa la energía del lado oscuro.
7. Aliado: alguien que viaja con el héroe a lo largo del periplo, cumpliendo una variedad de funciones.
8. Tramposo: encarna las energías de la travesura y el deseo de cambio.

### Etapas del viaje
La segunda parte describe las doce etapas del viaje del héroe. Las etapas son:
1. El mundo ordinario: el héroe se ve en su vida cotidiana.
2. La llamada a la aventura: el incidente inicial de la historia.
3. Rechazo de la llamada: el héroe experimenta cierta vacilación para responder a la llamada.
4. Encuentro con el mentor: el héroe obtiene los suministros, el conocimiento y la confianza necesarios para comenzar la aventura.
5. Cruce del primer umbral: el héroe se compromete entusiasmadamente con la aventura.
6. Pruebas, aliados y enemigos: el héroe explora el mundo especial, enfrenta pruebas y hace amigos y enemigos.
7. Aproximación a la caverna más profunda: el héroe se acerca al centro de la historia y del mundo especial.
8. La odisea: el héroe se enfrenta al mayor desafío hasta el momento y experimenta la muerte y el renacimiento.
9. Recompensa: el héroe experimenta las consecuencias de sobrevivir a la muerte.
10. El camino de regreso: el héroe regresa al mundo ordinario o continúa hacia un destino final.
11. Resurrección del héroe: el héroe experimenta un momento final de muerte y renacimiento, por lo que son puros cuando vuelven a entrar en el mundo ordinario.
12. Regreso con el elixir: el héroe regresa con algo para mejorar el mundo ordinario.

## Edición en castellano
- Vogler, Christopher (2020). El viaje del escritor. Las estructuras míticas para escritores, guionistas, dramaturgos y novelistas. Tercera edición ampliada y revisada, rústica y cartoné. Editorial Ma Non Troppo. ISBN 9788412136654/ ISBN 9788412231120.

- Datos: Q7776328